# عصب اصطناعي

شكل لخلية ماكلش-بيتس حسب مارفن مينسكي

العصب الاصطناعي (بالإنجليزية: Artificial neuron)‏ هو دالة رياضية تعتبر كنموذج رياضي للعصبون الحيوي.
العصبونات الاصطناعية تعتبر الوحدات المؤسسة للشبكة العصبونية الاصطناعية، و بناءً على النموذج المعين المستخدم قد تدعى وحدة شبه خطية "semi-linear unit"، عصبون إن في "Nv neuron"، عصبون ثنائي "binary neuron"، عصبون عتبوي وظيفي "linear threshold function"، أو عصبون ماكلش-بيتس "McCulloch–Pitts (MCP) neuron".
يستقبل العصبون الاصطناعي وحد أو أكثر من الإدخالات (التي تمثل الزائدة الشجرية) و تجمعهم لتعطي النتيجة (أي التفعيل)(والذي يمثل المحور العصبي. عادة ما يثقل مجموع كل مفردة، وينقل المجموع لدالة غير خطية تعرف باسم دالة التفغيل أو دالة التحويل.
عادة ما يكون لدى دالات التحويل شكل سيكمويد ولكنها يمكن أن تتخذ شكل دالة أخرى غير خطية، دالة خطية متعددة التعريف أو دالة فرعية.
و عادة يكونون مرتبون ازدياداً، مستمرون، و قابلين للاشتقاق.
أما الدالة العتبوية فهي مستوحاء لبناء بوابات منطقية تدعى بوبات عتبوية مع زيادة مجددة لبناء دارة منطقية ممثلة المعالجة المخية.
على سبيل المثال، تم استخدام اجهزة مثل الممرستور بشكل كثيف لتطوير هكذا منطق.